# Sophie Zubiolo
Sophie Zubiolo (ur. 15 stycznia 1973) – belgijska lekkoatletka, tyczkarka.
W 1997 zajęła z wynikiem 3,90 14. miejsce w eliminacjach i nie awansowała do finału podczas halowych mistrzostw świata.
Wielokrotna mistrzyni i rekordzistka kraju.

## Rekordy życiowe
- Skok o tyczce (stadion) – 3,95 (1995), wynik ten był do 2001 rekordem Belgii[5][4]
- Skok o tyczce (hala) – 3,90 (1997)